# Carlo Scialoja
Pour les articles homonymes, voir Scialoja.
Carlo Scialoja, né le 17 juillet 1886  à Rome où il meurt le 25 mai 1947, est un avocat, homme politique et journaliste italien.
Pendant la Seconde Guerre mondiale, il a été sous-secrétaire à l'aéronautique dans le gouvernement Bonomi II, puis ministre de l'Air du royaume d'Italie dans le gouvernement Bonomi III.

## Biographie
Carlo Scialoja naît à Rome le 17 juillet 1886. Il est diplômé en droit et exerce la profession d'avocat.
Il sert dans le Regio Esercito (armée royale) pendant la Première Guerre mondiale, dans le Corps d'artillerie, d'abord comme sous-lieutenant (sottotenente), puis est promu lieutenant (tenente) et ensuite capitaine (Capitano), affecté au commandement de la 53e division. Il participe à la bataille de Vittorio Veneto au sein d'une unité d'Arditi, et à la fin de la guerre, il reçoit deux médailles de bronze et une croix militaire pour sa bravoure.
Après la fin du conflit, Carlo Scialoja se consacre à des études de droit. En tant que militant antifasciste, après la chute du régime le 25 juillet 1943, il commence immédiatement à travailler pour le nouveau gouvernement du maréchal d'Italie Pietro Badoglio. Avec la signature de l'armistice le 8 septembre (armistice de Cassibile) et l'occupation allemande de la capitale qui s'ensuit, il est l'un des organisateurs du comité militaire qui, avec le comité de libération nationale, est l'un des principaux artisans de la résistance romaine. Après la libération de Rome par les Alliés, Carlo Scialoja entre en politique dans les rangs du Partito Democratico del Lavoro, devient membre du Conseil national, sous-secrétaire à l'aéronautique dans le gouvernement Bonomi II et, sur l'insistance d'Ivanoe Bonomi, ministre de l'Air dans le gouvernement Bonomi III.
Déjà gravement malade, il quitte son poste et la politique active après un peu plus d'un mois, le 14 janvier 1945.
Miné par une tumeur, Carlo Scialoja meurt à Rome le 25 mai 1947 et est enterré, à sa demande, dans une fosse commune.

## Décorations
- Médaille de bronze de la valeur militaire
- "Commandant d'une section de bombardement détachée, après avoir touché plusieurs fois l'observatoire, il reste en terrain découvert pour observer ses tirs, qu'il dirige toujours avec le plus grand calme. Il fut envoyé avec une patrouille jusqu'aux réticulations de l'adversaire pour observer les résultats des tirs, et n'ayant pu achever la reconnaissance la première fois, il y alla, de sa propre initiative, une seconde fois, et revint avec des renseignements utiles, qui lui servirent, ainsi qu'aux autres, pour la continuation des tirs. San Grado di Merna, 10 octobre 1916".
 - Médaille de bronze de la valeur militaire
- "En tant qu'officier éclaireur-bombardier, il s'est rendu de sa propre initiative sur une position qui venait d'être occupée et qui n'était pas encore complètement débarrassée de l'ennemi, et se rendant compte que la liaison nécessaire entre certaines de nos unités manquait, il l'a immédiatement signalé au commandement de la brigade la plus proche, qui l'a chargé de retourner sur place pour clarifier la situation en son nom aux différents commandants et rétablir ainsi les liaisons : tâche dont il s'est acquitté avec beaucoup d'audace et d'intelligence. Ansa di Raccogliano, 21 août 1917".
 - Croix de guerre de la valeur militaire
- "Exemple de hautes vertus militaires et incitateur efficace au combat, il était un chef volontaire courageux dans une unité d'audacieux et de mitrailleurs, qu'il a mené au combat avec élan et audace, capturant de nombreux ennemis et mitrailleuses. Procenicco San Gervasio, 4 novembre 1918".
 - Médaille commémorative de la guerre italo-autrichienne 1915-1918 (4 années de campagne)
 - Médaille commémorative de l'Unité italienne
 - Médaille italienne de la Victoire interalliée